# 嘆きノ森
「嘆きノ森」（なげきのもり）は、日本の歌手、彩音の5枚目のシングルで、同シングルの表題曲である。2007年2月22日に発売された。発売元は5pb.Records。

## 概要
オフヴォーカルトラックを除く収録曲2曲はどちらも、PlayStation 2用ゲーム『ひぐらしのなく頃に祭』のオープニングテーマというタイアップ曲で、「コンプレックス・イマージュ」は同ゲームの「澪尽し編」のみのオープニングテーマ。CDジャケットには、制服姿の竜宮レナが描かれている。

## 収録曲
- 全作詞・作曲：志倉千代丸

1. 嘆きノ森 [5:18]
編曲：磯江俊道
2. コンプレックス・イマージュ [5:00]
編曲：上野浩司
3. 嘆きノ森（off vocal）
4. コンプレックス・イマージュ（off vocal）

## 収録アルバム
- 『ARCHIVE LOVERS』
  - 2007年4月25日発売の自身の1作目のスタジオ・アルバム。「嘆きノ森」と「コンプレックス・イマージュ」が収録。
- 『HYPER 萌 TRANCE 〜彩音〜』
  - 2007年5月25日発売の自身の1作目のリミックス・アルバム。「嘆きノ森」と「コンプレックス・イマージュ」のトランスアレンジ版が収録。
- 『THE WORKS ～志倉千代丸楽曲集～ 3.0』
  - 2008年7月30日発売の志倉千代丸のコンピレーション・アルバム。「嘆きノ森」が収録[2]。
- 『ひぐらしのなく頃に ボーカルソング+ゲームオープニングムービー集』
  - 2010年8月25日発売の『ひぐらしのなく頃に』のコンピレーション・アルバム。「嘆きノ森」と「コンプレックス・イマージュ」が収録。
- 『Analogy 〜彩音 HIGURASHI Song Collection〜』
  - 2021年7月28日発売の自身のコンピレーション・アルバム。「嘆きノ森」と「コンプレックス・イマージュ」と同2曲のアコースティック版「嘆きノ森 ～Acoustic Ver.～」と「コンプレックス・イマージュ ～Acoustic Ver.～」が収録。

## クレジット
| Jacket Illustration  | rato                           |
| Character Design     | rato                           |
| Director             | 小柳路子                       |
| Producer             | 小柳路子                       |
| Recording Studio     | MARUNI STUDIO                  |
| Recording Studio     | STUDIO 5pb.                    |
| Recording Studio     | STUDIO emPOINT                 |
| Recording Engineer   | 金谷雄文（MARUNI STUDIO）      |
| Recording Engineer   | 中島次郎（STUDIO 5pb.）        |
| Recording Engineer   | 関雅至（STUDIO emPOINT）       |
| Photo                | 平山ジロウ（gravity graphics） |
| H&M                  | 中山正史（bruna）              |
| Design               | 小田能知                       |
| Sales Promoter       | 高橋克典                       |
| Sales Promoter       | 外崎剛                         |
| Organization Control | 二田祐樹                       |
| Mastering Studio     | Memory-Tech                    |
| Mastering Engineer   | 佐々直美（Memory-Tech）        |
| Thanks               | Alchemist All Staff            |
| Thanks               | ZIZZ STUDIO                    |
| Thanks               | CMC                            |
| Special Thanks       | locomoco-graphics              |
| Executive Producer   | 志倉千代丸                     |

### 参加ミュージシャン
| 嘆きノ森 | 嘆きノ森                |
| -------- | ----------------------- |
| Arranger | 礒江俊道（ZIZZ STUDIO） |
| Guitar   | 中山篤英                |
| Chorus   | ハルナ                  |

| コンプレックス・イマージュ | コンプレックス・イマージュ |
| -------------------------- | -------------------------- |
| Arranger                   | 上野浩司                   |
| Guitar                     | 片山耕一                   |
| Chorus                     | 名取友美                   |

## チャート成績
オリコンチャートにおいて、週間順位30位、チャート登場回数12週をそれぞれ記録。

## カバー
- 大島はるな
  - 「コンプレックス・イマージュ」をカバー。2013年8月9日発売の自身の5枚目のシングル「Zillion Zest/I miss you」のカップリングに収録[3]。
- ときのそら
  - 「コンプレックス・イマージュ」をカバー。2024年2月21日に配信限定発売[4][5]。